# Ultratenuipalpus womersleyi
Ultratenuipalpus womersleyi är en spindeldjursart som först beskrevs av Pritchard och Baker 1958.  Ultratenuipalpus womersleyi ingår i släktet Ultratenuipalpus och familjen Tenuipalpidae. Inga underarter finns listade i Catalogue of Life.